# Cine underground
El cine underground o cine subterráneo comprende a ciertas películas que son producidas lejos de la cultura de la corriente principal.

## Definición e historia
El primer uso del término «cine underground» ocurrió en un ensayo de 1957 del crítico cinematográfico estadounidense Manny Farber, «Underground films». Farber lo usa para referir trabajos de directores que «jugaron un rol de anti-arte en Hollywood». Él contrastó con «directores de películas militares-vaqueras-gángster como Raoul Walsh, Howard Hawks, William Wellman», y otros con «menos talentos como De Sicas y Zinnemanns [quienes] continuaron fascinando a los críticos». Sin embargo, como en la «prensa underground», el término se desarrolló como una referencia metafórica para la cultura clandestina y subversiva por debajo de los medios de comunicación legítimos y oficiales.
A finales de 1950, el «cine underground» empezó a ser usado para describir a los primeros cineastas independientes operando por primera vez en San Francisco, California y la Ciudad de Nueva York, Nueva York, y posteriormente en otras ciudades del mundo, incluyendo London Film-Makers' Co-op en Gran Bretaña y Ubu Films en Sídney, Australia. El movimiento fue tipificado por más cineastas experimentales trabajando en el momento como Stan Brakhage, Harry Everett Smith, Maya Deren, Andy Warhol, Jonas Mekas, Ken Jacobs, Ron Rice, Jack Smith, George Kuchar, Mike Kuchar y Bruce Conner.
A finales de los setenta, el movimiento representó la maduración de esos cineastas, y algunos comenzando distanciándose de las connotaciones contraculturales y psicodélicas de la palabra, prefiriendo términos como vanguardista o experimental para describir sus trabajos.
A través de los años 1970 y 1980, sin embargo, el «cine underground» se mantendría ser usado para referir al margen más contracultural del cine independiente. El término fue abarcado más notoriamente por Nick Zedd y otros cineastas asociados con Cinema of Transgression y No Wave Cinema, asentados en Nueva York, desde finales de los setenta a inicios de los noventa.
A inicios de los años noventa, el legado del Cine de Transgresión trajo una nueva generación, que equiparía el «cine underground» con el arte transgresivo, producciones de bajísimo presupuesto creadas en desafío a las versiones comercializadas del cine independiente ofrecido por distribuidores recientemente ricos como Miramax y New Line, así como el institucionalizado cine experimental canonizado en grandes museos. Este espíritu definió los primeros años de los festivales de cine underground (como los festivales en Nueva York, Chicago, Melbourne, Sídney, Hamilton, el Festival de Imágenes en Toronto, y otros), cines como Film Threat, así como los trabajos de cineastas entre ellos Craig Baldwin, Jon Moritsugu, Carlos Atanes, Sarah Jacobson, Johnny Terris y Bruce La Bruce. En Londres, el resurgimiento underground emergió como un movimiento de los clubes de cine underground que incluyen al radical grupo abierto Exploding Cinema.
Por los finales de los noventa y en los inicios de los 2000, el término se desdibujó otra vez, cuando los trabajos de los festivales underground empezaron a mezclarse con la experimentación más formal, y la división que había sido desoladora en menos de una década, ahora resultaba menos notable. Si el término es usado en todo, esto implica una forma de cinematografía independiente de muy bajo presupuesto, con posible contenido transgresivo, o una analogía lo-fi para la cultura y música post-punk. Tomando lugar en sótanos a lo largo de América, el cine underground siempre ha tenido dificultades para obtener la aceptación general.
Un reciente desarrollo en la cinematografía underground puede ser observado a través de la compañía fílmica ASS Studios, ubicada en Lower East Side. Fundada en 2011 por el escritor Reverend Jen y el cineasta Courtney Fathom Sell, el grupo ha evitado los métodos más modernos de producción, escogiendo filmar todos sus trabajos en un formato anticuado de Video8 y usualmente sin ningún presupuesto. Utilizando varios artistas de Nueva York como Faceboy, su trabajo generalmente contiene elementos de campamento y temas con tabú. Esas películas son comúnmente presentadas en avenidas en y alrededor de la Ciudad de Nueva York, frecuentemente en el Club de Poesía de Bowery.
En España son ejemplos Carlos Balagué, Alberto Bermejo, Udolfo Arrietta, José Luis Guerín, Jesús Garay, Antonio Gonzalo, Pablo Llorca, Félix Rotaeta, Francisco Lucio, Alfonso Ungría, José Antonio Zorrilla, Juan Estelrich, Manuel Matji, Ivan Zulueta, Juan Carlos Gallardo, Braña Álvarez, Víctor Olid o Naxo Fiol. Cada uno en su estilo y con sus influencias.

## Antonomasia culta
El término «cine underground» es ocasionalmente usado como un sinónimo para una película de culto. Aunque hay importantes distinciones entre los dos, un significante superposición entre esas categorías es innegable. Las películas de Kenneth Anger, por ejemplo, podrían ser descritas como underground, experimentales y cultas. Sin embargo, una película de estudio como Escuela de jóvenes asesinos quizás tenga un seguimiento de culto, pero no podría ser descrita precisamente como una película underground.

## Cineastas importantes
- Kenneth Anger
- George Kuchar
- Carlos Atanes
- Michel Auder
- Carmelo Bene
- Jean-Pierre Bouyxou
- Stan Brakhage
- Jonas Mekas
- Stephen Dwoskin
- Pierre Clémenti
- Bruce Conner
- Paul Morrissey
- Otto Muehl
- John Waters
- Shirley Clarke

## Lectura adicional
- Wheeler Winston Dixon, The Exploding Eye: A Re-Visionary History of 1960s American Experimental Cinema, Albany: SUNY UP, 1998.
- Sheldon Renan,	An introduction to the American underground film, New York : Dutton, 1967
- Jack Sargeant, Naked Lens: Beat Cinema, London : Creation Books, 1997, 1999.
- Jack Sargeant, Deathtripping: The Cinema of Transgression, London : Creation Books, 1995, 2000.
- P. Adams Sitney, Visionary Film: The American Avant Garde 1943 - 1978, Galaxy Books, 1979
- Jack Stevenson, Desperate Visions: Camp America ; London : Creation Books, 1996
- Duncan Reekie,  Subversion: The Definitive History of Underground Cinema  ; London : Wallflower Press 2007.